# Dicranomyia (Dicranomyia) arta
Dicranomyia (Dicranomyia) arta is een tweevleugelige uit de familie steltmuggen (Limoniidae). De soort komt voor in het Oriëntaals gebied.